# Бурлукское сельское поселение
Бурлу́кское се́льское поселе́ние — муниципальное образование в составе Котовского района Волгоградской области.
Административный центр — село Бурлук.

## История
Бурлукское сельское поселение образовано 22 декабря 2004 года в соответствии с Законом Волгоградской области № 974-ОД.

## Население
| 2010 | 2012 | 2013 | 2014 | 2015 | 2016 | 2017 |
| ---- | ---- | ---- | ---- | ---- | ---- | ---- |
| 874  | ↘828 | ↘783 | ↘756 | ↘736 | ↘734 | ↘724 |
| 2018 | 2019 | 2020 | 2021 |      |      |      |
| ↘690 | ↗699 | ↘657 | ↘638 |      |      |      |

## Состав сельского поселения
| № | Населённый пункт | Тип населённого пункта       | Население |
| - | ---------------- | ---------------------------- | --------- |
| 1 | Бурлук           | село, административный центр | 711       |
| 2 | Сосновка         | село                         | 163       |